# Dimos Monemvasia
Dimos Monemvasia (Monemvasia) är en kommun i Grekland.   Den ligger i prefekturen Lakonien och regionen Peloponnesos, i den södra delen av landet, 160 km söder om huvudstaden Aten. Antalet invånare är 21 898.